# Transformarea lui Abel
În matematică, transformarea lui Abel este o transformare de tipul:
{\displaystyle \sum _{k=1}^{n}a_{k}b_{k}=a_{N}B_{N}-a_{1}B_{0}-\sum _{k=1}^{n}B_{k}(a_{k+1-a_{k}}),\!}
unde {\displaystyle a_{k},b_{k}\!} sunt dați, {\displaystyle B_{0}\!} ales arbitrar iar:
{\displaystyle B_{k}=B_{k-1}++b_{k}=B_{0}+b_{1}+b_{2}+\cdots +b_{k},\;\;k=1,2,\cdots ,N.\!}
Transformarea lui Abel este analogia în matematica discretă a integrării prin părți.
Dacă {\displaystyle a_{N}\rightarrow 0\!} și orice șir {\displaystyle \{B_{k}\}\!} este mărginit, atunci transformarea lui Abel poate fi aplicată seriei:
{\displaystyle \sum _{k=1}^{\infty }a_{k}b_{k}=\sum _{k=1}^{\infty }(a_{k}-a_{k+1})B_{k}-a_{1}B_{0}.\!}
Poartă numele matematicianului Niels Henrik Abel.
Transformarea lui Abel este utilizată pentru a demonstra mai multe criterii de convergență ale seriilor de numere (cum ar fi criteriul lui Abel).
Rezultatul transformării este o serie cu aceeași sumă, dar mai rapid convergentă.
Transformarea lui Abel mai este utilizată și la realizarea unor estimări asupra ratei de convergență a unei serii (vezi: Inegalitatea lui Abel).